# Locomotive FS E.632 ed E.633

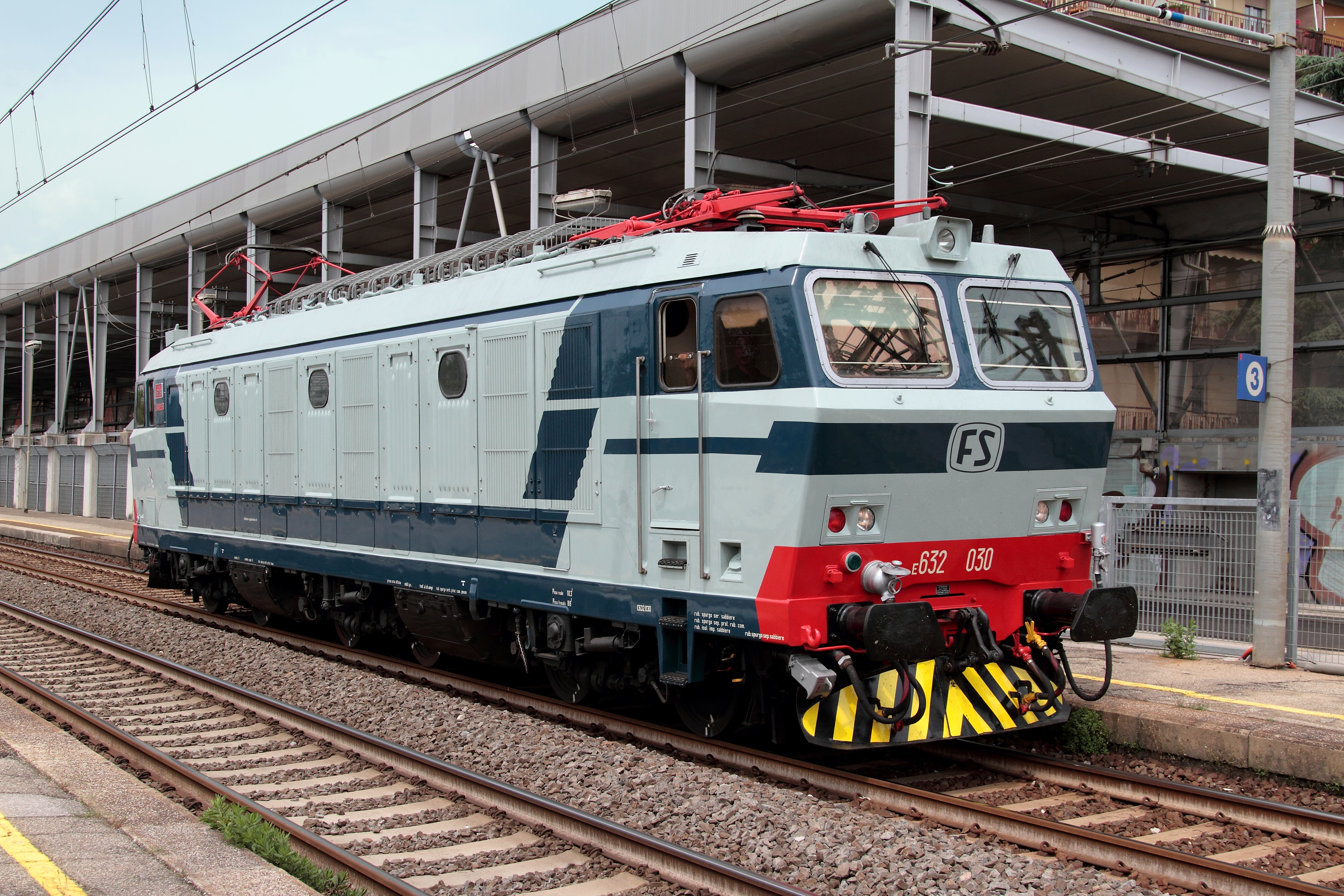
La E.632.030 in livrea originale.

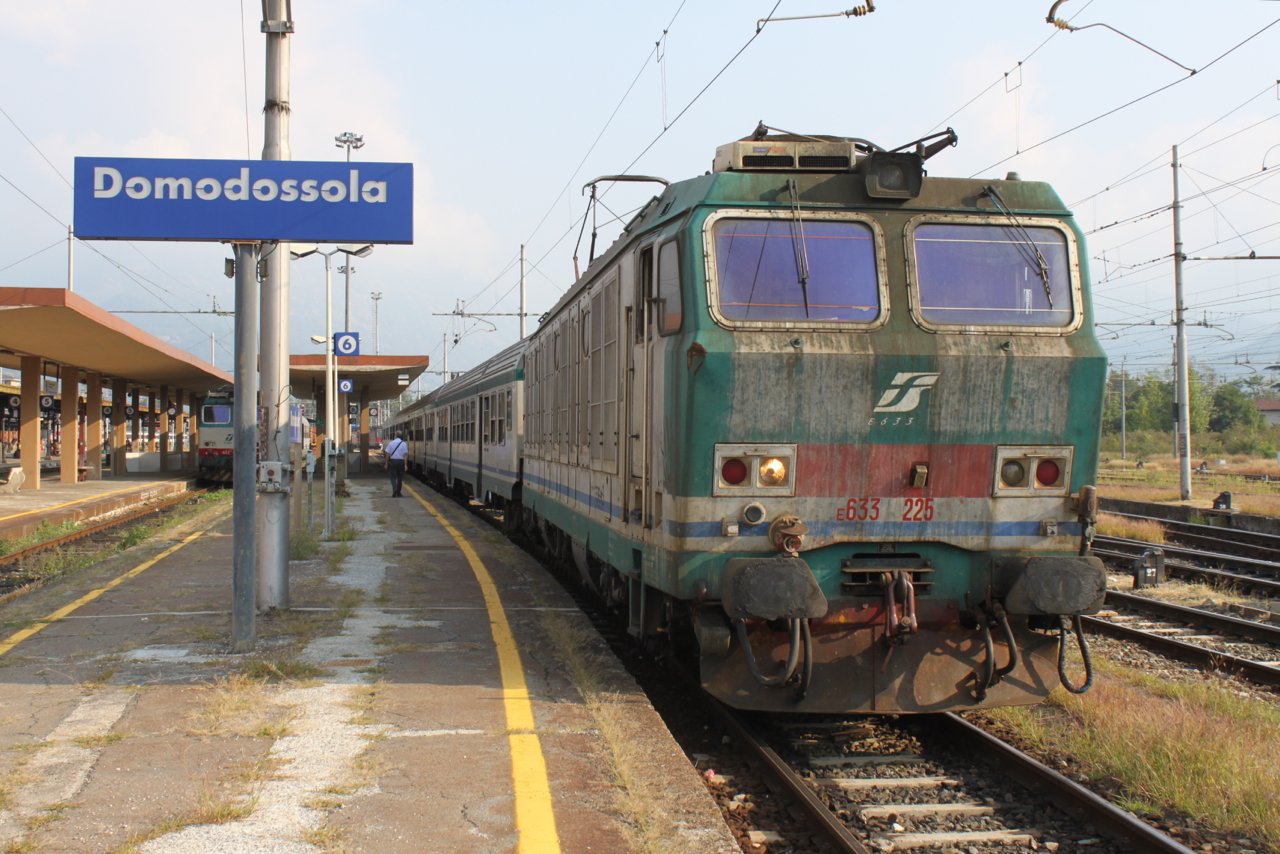
La E.633.225 con la prima versione della livrea XMPR, detta "XMPR 1", piuttosto deteriorata.

Le E.632/E.633 sono una serie di locomotori ad azionamento elettronico multiruolo costruiti dalle Ferrovie dello Stato italiane all'inizio degli anni ottanta e soprannominate dai ferrovieri e dagli appassionati di ferrovia "Tigri". Da esse è derivato il gruppo E.620, una versione a 4 assi usata dalle Ferrovie Nord Milano, soprannominata "Tigrotto", mentre alla fine degli anni ottanta è stato concepito il gruppo di E.652, nate come miglioramento di questo gruppo di locomotive.

## Storia
Le E.632/E.633 sono un gruppo costituito in origine rispettivamente da 66 e 151 esemplari. Si tratta delle prime locomotive elettroniche, cioè dotate di impianto elettronico digitale per il controllo della trazione, costruite in base all'esperienza maturata con il treno-laboratorio E.444.005 nel 1975.
Nate ufficialmente l'11 ottobre 1979 con la messa su rotaia della E.633.002 e in seguito della E.633.001 (rinominata l'anno successivo E.632.001) furono concepite per venire incontro alla necessità delle FS di schierare una nuova locomotiva adatta al traino dei treni passeggeri a media percorrenza e di una motrice merci per le linee più difficili. Poi uscirono di fabbrica l'E.633.003, l'E.633.004 e infine l'E.633.001 (ex 005), numerata così per via del numero vacante dovuto alla rinumerazione della 001 in E.632.
Dopo la costruzione dei primi cinque prototipi, differenti dalle macchine di serie per fanaleria, mancanza del telecomando a 78 poli, pantografi e motori installati, il gruppo E.632/E.633 entrò in servizio.
Appena messe su rotaia queste motrici pagarono in affidabilità il prezzo dell'alta tecnologia: furono soggette ad una serie di guasti mai vista prima, nettamente superiori a quelli di locomotive concepite dalle stesse FS negli anni che contraddistinsero il periodo storico del secondo dopoguerra. Nonostante questo fu elevato un secondo ordine (il primo di serie): 75 E.633 (005-079) e 15 E.632. Iniziò nel frattempo un'intensa fase di modifiche, soprattutto alla parte di alimentazione elettrica e regolazione della potenza che si protrasse per oltre 5 anni. I lavori sul reostato e sul pantografo dei primi prototipi portarono ad una serie di modifiche a cascata che ammontarono a oltre 100 variazioni del progetto. Concluse le prove di omologazione le macchine di prima serie furono consegnate a partire dal 23 gennaio 1982, prendendo servizio attivo nelle regioni del Nord Italia nel 1983 (esclusa la Valle d'Aosta con linee a trazione diesel), assegnate ai compartimenti di Torino, Milano e Verona.
Risolta la maggior parte parte dei problemi di gioventù queste locomotive hanno esteso gradualmente il loro raggio d'azione anche sulle ferrovie elettrificate del Centro e Sud Italia, conquistandosi comunque la fama di mezzi molto validi, fino all'arrivo delle più evolute E.464; all'alba degli anni duemila, infatti, la gran parte di esse risultava ancora in servizio, con le eccezioni dei prototipi e di tre macchine demolite per incidente (E.633.080, 213, 236). Sempre in quel periodo ebbe avvio il processo di applicazione della nuova livrea XMPR di Trenitalia, in luogo dell'originario schema di colorazione grigio perla-blu orientale; dapprincipio mediante lo schema "XMPR 1", che prevedeva le testate delle locomotive nel colore verde pantone (rendendo l'aspetto esteriore del mezzo piuttosto scuro e poco visibile) seguito dallo schema finale "XMPR 2", che proponeva invece per il frontale il verde nella fascia dei finestrini anteriori, il bianco sino all'altezza dei fanali ed il rosso segnale su tutto il pancone, intervallato da una striscia di verde all'altezza dei respingenti (accentuandone di conseguenza la luminosità dei lamierati). 
In tempi successivi alla messa in esercizio alcune macchine del gruppo E.633 hanno ricevuto in dotazione il sistema di maglia sganciabile (008, 009, 010, 040, 041, 042, 043, 044, 045, 046, 047, 048, 049, 084, 085, 086, 087, 088, 089, 090, 091), mentre tre esemplari dedicati al trasporto regionale sono stati convertiti in E.632: la E.633.047 è diventata la E.632.067 (eliminando anche gli apparati della maglia sganciabile), la E.633.105 è diventata la E.632.201 e la E.633.102 è divenuta la E.632.202.
Nel 2009, i prototipi dei primi locomotori elettronici della storia delle Ferrovie dello Stato Italiane, già da lungo tempo accantonati a Milano Smistamento (E.633.001, E.633.002, E.633.004), alle OGR di Foligno (E.633.003) e a Verona (E.632.001) sono stati demoliti, essendo oramai in previsione il ritiro definitivo di tutte le macchine della serie. Del resto, a partire dai primi anni duemila, tutte le E.632 ed E.633 appartenenti alle varie DPR (Divisione Passeggeri Regionale) sono state progressivamente ritirate dal servizio attivo, sostituite dalle più moderne E.464, e molte di queste hanno subito la medesima sorte. Ciononostante, uno sparuto numero di unità ha continuato a svolgere per un lungo periodo servizi di scorta e trasferimenti di materiale, come la E.632.037 o la 016; quest'ultima assegnata all'impianto di Alessandria (DPR Piemonte), venendo nuovamente ripristinata dopo un lungo periodo di fermo nel giugno 2021, presso le officine di Verona Porta Vescovo.
A dicembre 2020 hanno terminato la loro vita operativa tutte le E.633; mentre col 1º aprile 2022 si è chiusa definitivamente l'era delle E.632, da quel giorno infatti tutte le macchine sono state fermate con l'eccezione delle unità E.632.030 e 048 in carico a Fondazione FS Italiane.
Per quanto riguarda le E.633, il 22 aprile 2025, l'unità 204, una delle poche ancora esistenti (di particolare interesse per aver mantenuto la colorazione grigio perla-blu orientale, rifatta nel 2009 in occasione della revisione generale), è stata trasferita da Milano Smistamento a Verona Porta Vescovo, anch'essa attenzionata a un possibile salvataggio come rotabile storico.

## Caratteristiche tecniche
Le E.632, a differenza delle locomotive precedenti, abbandonano la formula della cassa articolata per tornare alla cassa unica a struttura portante, realizzata con una griglia di travi scatolate.
Grazie alla possibilità da parte del carrello centrale di traslare lateralmente di 143 mm viene finalmente risolto il problema di impegnare curve a raggio ridotto senza danneggiare l'armamento superando le limitazioni - maggior peso, maggiore complessità costruttiva, problemi di serpeggiamento alle alte velocità - date dalla soluzione a cassa articolata.
A titolo di esempio, con questa soluzione, le E.632 possono impegnare curve con raggio di curvatura minimo di 90 metri facendo addirittura meglio delle E.656 a cassa articolata, il cui limite è un raggio di curvatura di 140 m.
Le "Tigri" si sono rivelate sin da subito macchine potenti, dotate di tre motori modello "FS T850", da 1635 kW l'uno, montati su carrelli monomotori da due assi. Ogni motore è dotato di un proprio chopper a tre frequenze. È presente l'impostazione automatica della velocità.
Il rapporto di trasmissione è stato realizzato in due versioni, uno lungo da 36/64 e uno corto per uso merci da 29/64, dando giustamente seguito alla distinzione nei due gruppi E.632 ed E.633, con diverse velocità massime e sforzi di trazione. Le ruote sono più piccole di quelle usate tradizionalmente su altre macchine multiruolo.
Sono state concepite per l'accoppiamento con carrozze semipilota tramite un impianto di telecomando a 78 poli. Un piccolo gruppo di macchine (le E.633 tra la 201 e la 240) è stato attrezzato con telecomando ZDS a 13 poli per l'uso in comando multiplo a due unità, per l'impiego al traino di merci pesanti su linee di valico insieme a macchine dello stesso gruppo o alle E.652. La serie E.633.200 dotata di comando multiplo venne perciò assegnata ai depositi di Verona Porta Nuova e di Torino Orbassano, per via delle limitrofe tratte acclivi.
Le unità prototipo e quelle di prima serie vennero dotate di pantografo monobraccio prodotto da Faiveley, sostituito in seguito con il più testato (e ingombrante) "Tipo 52 FS", durante il lungo periodo di reingegnerizzazione legato ai guasti elettrici riportati. L'impianto frenante era stato concepito con la frenatura elettrica reostatica. Tale scelta impose di utilizzare un reostato di frenatura Fusani in ghisa, più compatto e montato in prova su due prototipi (003 e 004). TIBB invece propose un reostato modificato sulla E.633.019, che però venne scartato per problemi di affidabilità dovuti ad una fusione. La sostituzione di pantografi e reostato ha lentamente coinvolto nel tempo tutte le macchine della prima serie.
I problemi legati al reostato e all'impianto di trazione stesso, uniti alle difficoltà di reperimento e agli elevati costi delle parti di ricambio, hanno comportato un rapido declino e prematuro accantonamento di queste locomotive, complice al contempo il più riuscito progetto delle E.652, nato come completa revisione dello studio delle E.632/E.633. Contemporaneamente le continue innovazioni nel campo dell'elettronica di potenza registrate negli anni novanta rendevano ormai obsoleti gli azionamenti in corrente continua.

## Una locomotiva modulare
Nello stesso periodo, utilizzando le esperienze acquisite con questo progetto, venne iniziato anche il progetto per le E.491 /E.492; queste ultime, dall'aspetto molto simile alle Tigre vennero soprattutto studiate per l'utilizzo sulle nuove linee di test con alimentazione a 25 kV monofase in corso di realizzazione in Sardegna.
Oltre alla realizzazione delle E.620 per le FNM, si ventilò anche l'idea di una locomotiva a quattro carrelli, un rodiggio inusitato per le ferrovie italiane, che avrebbe costituito il gruppo E.844. Un prototipo venne realizzato presso lo stabilimento di Savigliano per prove ed esperimenti. Si sarebbe sviluppato, se avesse avuto seguito, come potentissima locomotiva per merci con velocità massima di 120 km/h. Per varie ragioni l'esperimento non ebbe tuttavia seguito e fu presto abbandonato e dimenticato.

## La travagliata vicenda dell'E.633.109
Tra l'agosto e il 17 settembre 2005, su iniziativa del Trenoclub Savona, la E.633.109 assegnata al deposito di Savona fu sottoposta ad un intervento di restauro estetico conservativo, ripristinandola nella livrea d'origine grigio perla-blu orientale. Inizialmente la macchina interessata sarebbe dovuta essere la E.633.070, dotata di pantografo monobraccio Faiveley, che però venne scartata a causa dei graffiti che la ricoprivano; rimuovere questi danni avrebbe portato a un tempo di fermo della locomotiva superiore a quello concesso dalla convenzione con Trenitalia Cargo. 
Nel dicembre 2005 la E.633.109 risultò vittima di un incendio, rimanendo ferma per circa un mese a Savona, subendo lavori di riparazione e riverniciatura in grigio perla di una porzione di tetto bucato dal fuoco e dal calore sprigionatosi dalle gabbie di protezione del nuovo reostato color alluminio. Nel gennaio successivo la macchina in sosta alla stazione a Lecco fu pesantemente vandalizzata con graffiti in pieno giorno. Nell'ultima parte della sua carriera prestò servizio nel distretto di Foggia per poi essere radiata e demolita.

## Incidenti
- Il 2 luglio 1997 nella Galleria "Exilles" lungo il tratto Chiomonte-Salbertrand, un treno merci trainato dalla E.633.213 e E.633.236 in comando multiplo con trasporto auto, si incendia dal 7° carro verso testa a causa dell'apertura di un cofano di una automobile ubicata al piano superiore di un carro con conseguente contatto con la linea aerea. Il fuoco, alimentato dalla corrente d'aria ascendente all'interno della galleria, raggiunge velocemente le due locomotive di testa fermate dalla mancanza di elettricità dovuta alla rottura del cavo a 3.000 volt[11]. Nessun organo di diffusione ha mai dato notizia di questo incidente. Le locomotive sono state entrambe demolite a Luglio 1998.
- Il 2 febbraio 1998 presso Milano Fiorenza la E.633.080 titolare del treno diretto a Milano Porta Garibaldi svia e si rovescia. La locomotiva, protagonista dello svio, è stata demolita. L'incidente ha causato alcuni feriti tra cui i due macchinisti.
- Il 4 giugno 2000 presso Solignano un cargo da 813 tonnellate trainato dalla E.633.077 travolge frontalmente un merci scarico (538 t) trainato dalla E.656.221 i cui macchinisti rimangono uccisi.[12]
- Nel dicembre 2005 in Liguria la E.633.109, unità rimasta in livrea grigio nebbia-blu orientale, subì un serio danno alle colonne chopper. Messa in forza ad un regionale Ventimiglia-Torino Porta Nuova via Savona fu accoppiata ad una E.656 per via di probabili problemi di tensione segnalati dai macchinisti; la E.633.109 venne posta in coda di rimando (cioè al traino per il rientro al deposito). A Bordighera alcuni viaggiatori segnalarono puzza di bruciato proveniente dalla testa del convoglio, mentre a Sanremo il locomotore prese fuoco internamente, nel locale adibito alle armadiature tecniche, senza tuttavia conseguenze gravi per i viaggiatori. La responsabilità è probabilmente imputabile ai macchinisti che non esclusero i motori della E.633.109: questi, funzionando da generatori, produssero una grande quantità di energia che non poteva essere dissipata sulla linea elettrica poiché la macchina viaggiava a pantografi abbassati; l'energia fu interamente dissipata sotto forma di calore sulle colonne chopper del reostato di frenatura provocandone l'incendio.

## Unità assegnate a Mercitalia Rail
Nel gennaio 2017 le poche E.633 ancora in servizio sono state assegnate a Mercitalia Rail (ex Trenitalia Cargo), per un totale di 23 locomotori.
| Deposito di assegnazione           | E.633 | E.633 serie 200 |
| ---------------------------------- | ----- | --------------- |
| Marcianise (distaccata in Sicilia) | –     | 1               |
| Milano Smistamento                 | 2     | 20              |

- 2 E.633 di prima serie, non dotate di comando multiplo (totale).
- 21 E.633.200 di seconda serie (totale).

### Dicembre 2018
La situazione a fine 2018 vedeva un parco macchine quasi invariato:
- 1. E.633 di prima serie, non dotate di comando multiplo (totale): Unità: 111
- 18 E.633.200 di seconda serie, possibilità di comando multiplo anche con E.652 (totale). Unità: 201, 202, 203, 204 (in livrea originale FS), 205, 211, 212, 215, 218, 224, 227, 228, 232, 233 (in livrea XMPR 1), 234, 237, 238, 240.

Tutte le macchine risultavano assegnate all'impianto di Milano Smistamento e nessuna unità distaccata a Messina.

### Agosto 2019
Ad agosto 2019 risultavano atte al servizio le seguenti unità:
- 1 E.633 di prima serie, non dotate di comando multiplo (totale): 111
- 13 E.633.200 di seconda serie: 201, 203, 204, 205, 211, 212, 218, 224, 228, 234, 237, 238, 240

Totale locomotive E.633 in servizio: 14 unità

### Ottobre 2021
Tutte le unità E.633 dismesse da Mercitalia Rail risultano accantonate e in parte demolite.

## Unità assegnate a Trenitalia DPR

### Ottobre 2021
A ottobre 2021 erano in servizio per Trenitalia nell'ambito di attività soccorsi e trasferimenti le seguenti unità:
- E.632.016 assegnata alla DPR Piemonte
- E.632.022 assegnata alla DPR Veneto
- E.632.029 assegnata alla DPR Trentino Alto Adige
- E.632.037 assegnata alla DPR Piemonte
- E.632.038 assegnata alla DPR Piemonte
- E.632.047 assegnata alla DPR Piemonte
- E.632.048 assegnata alla DPR Emilia Romagna
- E.632.051 assegnata alla DPR Veneto
- E.632.052 assegnata alla DPR Emilia Romagna

Totale locomotive E.632 in servizio: 9 unità

### Aprile 2022
Da inizio mese tutte le 9 unità risultano accantonate. 

## Curiosità
- Nel 1997, nell'ottica di esaminare la possibilità di utilizzo del gruppo E.633 sulle linee elettrificate francesi, nonché per risolvere il problema del cambio motrice imposto ai convogli FS oltre confine, furono eseguiti alcuni test sotto catenaria francese (1,5 kV); la motrice scelta per lo studio fu la E.633.235, dotata di pantografo con strisciante SNCF e dall'elettronica modificata, ciononostante, dopo un primo tentativo di corse prova il progetto venne subito abbandonato.

- Negli ultimi anni della loro carriera qualche E.633 è stata ceduta in uso da Trenitalia alla società lombarda Trenord per compiti di servizio: trasferimenti di materiale, manovre negli scali, locomotive di soccorso; mantenendo inalterata la livrea XMPR.